# Équipe de Nouvelle-Zélande féminine de hockey sur gazon
L'équipe de Nouvelle-Zélande de hockey sur gazon féminin est l'équipe représentative de la Nouvelle-Zélande dans les compétitions internationales féminines de hockey sur gazon. 

## Palmarès

### Jeux olympiques[1]
- 1984 : 6e
- 1992 : 8e
- 2000 : 6e
- 2004 : 6e
- 2008 : 12e
- 2012 : 4e
- 2016 : 4e
- 2020 : 8e

### Coupe du monde
- 1983 : 8e
- 1986 : 4e
- 1990 : 7e
- 1998 : 6e
- 2002 : 11e
- 2010 : 7e
- 2014 : 5e

### Ligue mondiale
- 2012-13 : 5e
- 2014-15 :  2e

### Champions Trophy

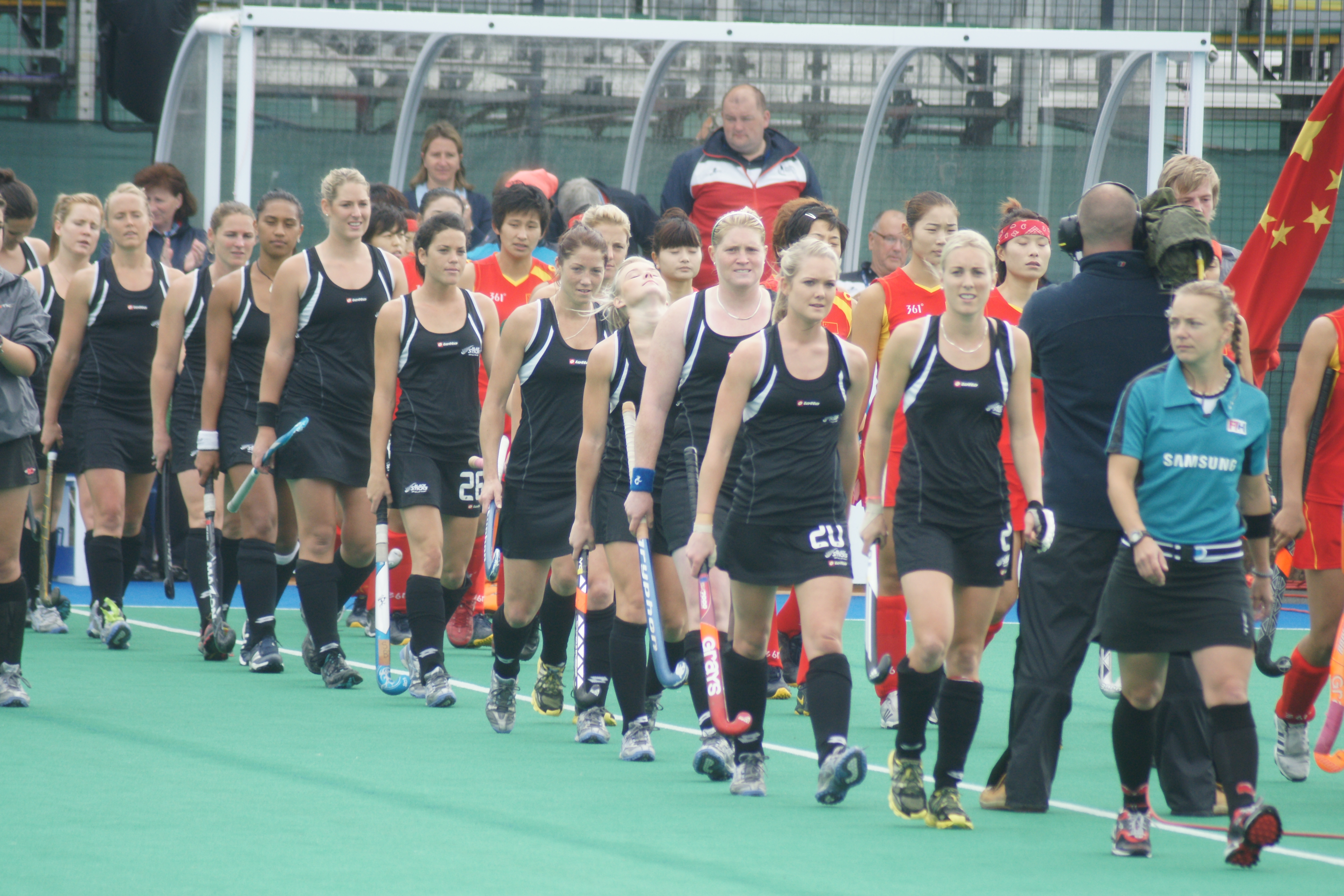
L'équipe de Nouvelle-Zélande au Champions Trophy 2010.

- 1987 : 6e
- 1999 : 5e
- 2000 : 6e
- 2001 : 5e
- 2002 : 5e
- 2004 : 5e
- 2006 : 6e
- 2010 : 5e
- 2011 :  3e
- 2012 : 6e
- 2014 : 4e
- 2016 : 6e

### Champions Challenge
- 2003 : 4e
- 2005 :  Vainqueur
- 2007 : 5e
- 2009 :  Vainqueur

### Jeux du Commonwealth
- 1998 :  3e
- 2002 : 4e
- 2006 : 4e
- 2010 :  2e
- 2014 :  3e

### Coupe d'Océanie
- 1999 :  2e
- 2001 :  2e
- 2003 :  2e
- 2005 :  2e
- 2007 :  Vainqueur
- 2009 :  Vainqueur
- 2011 :  Vainqueur
- 2013 :  2e
- 2015 :  2e